# Murk Exorbitance
Murk Exorbitance — российская дэт-метал-группа, образованная в 1999 году. Участники группы Стас Черныш и Дмитрий Пономарев являются организаторами фестиваля Fucking Brutal Fest.

## История
Музыкальный коллектив Murk Exorbitance был образован осенью 1999 года за день до первого концерта группы. Название группы было предложено вокалистом. На первом концерте группы звучала композиция собственного сочинения и две кавер-версии групп Carcass и In Flames. В первый состав входили: Илья Сорокин — вокал, Станислав Черныш — гитара, Евгений Щуренков — гитара, Илья Муравьёв — бас и Андрей Кауров — ударные. После некоторых смен вокалистов и ударников группа записывает дебютное демо Grotesque Sonic Devourment, где на барабанах играл Тимур Орлик. Последний после записит уходит и его место занимает Сергей Федулов.
В 2002 году группа становится лауреатом российского фестиваля-конкурса «Рок-Февраль».
После выпуска в 2003 концертного альбома Live In Yaroslavl 2003 за барабанную установку садится Александр Муравьёв. После ухода Илья Муравьёва басистом в группе были Вадим и Тимур Орлики, впоследствии это место занял Владимир Пташник.
В 2006 году лейблом Sound Age Productions выпускается дебютный полноформатный альбом Desecrated Reality.

## Состав

### Настоящий состав
- Станислав ``Exeqt`` Черныш — гитара
- Леонид Корабельщиков «Undertaker» Korabel’shikov — вокал
- Александр Бут — гитара
- Александр Муравьёв — ударные

### Бывшие участники
- Илья Сорокин — вокал
- Евгений Щуренков — гитара
- Илья Муравьёв — бас
- Андрей Кауров — ударные
- Сергей Попов — вокал
- Евгений Кумачёв — вокал
- Дмитрий Курин — ударные
- Тимур Орлик — ударные, бас
- Сергей Федулов — ударные
- Вадим Орлик — бас
- Владимир Пташник - бас (играет в группах: Witchcraft и ARDA)

## Дискография
- 2002 — Grotesque Sonic Devourment (демо)
- 2003 — Live In Yaroslavl 2003 (концертный альбом)
- 2006 — Desecrated Reality